# Cá ngừ mắt to
Cá ngừ mắt to (Danh pháp khoa học: Thunnus obesus) là một loài cá ngừ trong họ Cá thu ngừ với đặc trưng là có con mắt lớn so với kích thước cơ thể trong tương quan với các loại cá ngừ khác. Cá phân bố ở vùng nhiệt đới và cận nhiệt đới Ấn Độ Dương, Thái Bình Dương tới 30oS. Ở Việt Nam, phân bố chủ yếu ở vùng biển xa bờ miền Trung và Đông Nam Bộ.
Tên thường gọi tiếng Việt là: Cá Ngừ mắt to. Tên địa phương Ngừ Đại dương, Cá Ngừ mắt. Tên thường gọi tiếng Anh: là Bigeye tuna, Bigeye, Tuna, Thon, Thon Obèse, Patudo, Big Eye Tuna, Big Eye, Ahi-b. Tên gọi tiếng Nhật: Mebachi Mebuto. Tên gọi tiếng Tây Ban Nha: Patudo. Tên gọi tiếng Ý: Tonno obeso. Tên gọi tiếng Đức: Großaugenthun, Großaugen-Thun, Großaugen-Thunfisch, Thunfisch.

## Đặc điểm
Kích cỡ khai thác 600 - 1.800 mm. Cá ngừ có thân hình thoi, dài, hai bên hơi dẹt. Hai vây lưng gần nhau, sau vây lưng thứ hai có 8-10 vây phụ. Vây ngực khá dài đặc biệt là ở cá thể còn nhỏ. Vây lưng thứ hai và vây hậu môn không dài như cá Ngừ Vây vàng. Vảy trên thân rất nhỏ. Mắt to và rất bổ dưỡng. Lưng màu xanh sẫm ánh kim loại. Nửa thân dưới và bụng màu trắng nhạt. Vây lưng thứ nhất màu vàng sẫm, vây lưng thứ hai và vây hậu môn màu vàn nhạt. Vây phụ màu vàng tươi có viền đen.

## Giá trị
Đây là một trong loài cá được khai thác và xuất khẩu nhất là ở thị trường Nhật Bản, cá ngừ mắt to của Nhật Bản trong tháng 3 năm 2014 đạt 7.032 tấn, trị giá 5.509 triệu yên, tăng 32% về khối lượng và 29% về giá trị so với tháng trước, còn so với cùng kỳ năm trước giảm 5% về khối lượng và 16% về giá trị. Ở Việt Nam, Năm 2013, sản lượng cá ngừ vây vàng, mắt to đạt gần 16.000 tấn, giá trị xuất khẩu đạt 526 triệu USD.

## Mắt cá ngừ

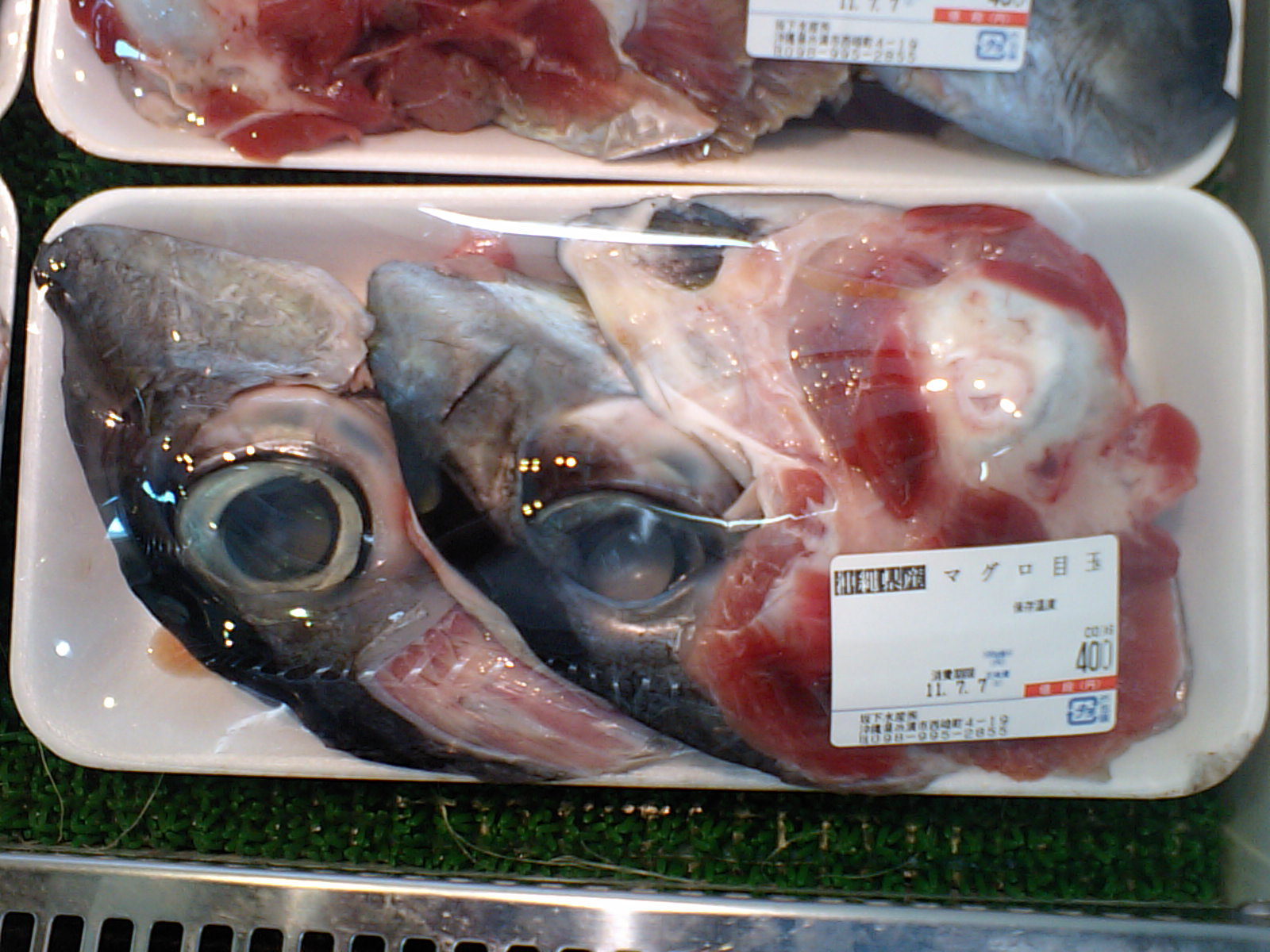
Mắt cá ngừ được bày bán

Ở Việt Nam, Cá ngừ đại dương là tên địa phương để chỉ loại cá ngừ mắt to và cá ngừ vây vàng đôi mắt của loại cá này trông được rất xa, có thể thấy được con mồi cách đó vài ba trăm mét để rượt bắt. Mắt cá ngừ đại dương hay cá ngừ mắt to là món ăn được ưa chuộng tại Nhật Bản, cá ngừ được đánh bắt, lấy mắt và bày bán phổ biến ở những siêu thị, cửa hàng tạp hóa ở cả Trung Quốc và Nhật Bản. Nguyên liệu độc đáo này được dùng để chế biến rất nhiều món ăn, như súp, lẩu hay kể cả món gỏi
Mắt cá ngừ đại dương được xem là món ăn mang lại cảm giác máu me và rùng rợn do vẻ ghê rợn toát ra từ thực phẩm. Nguyên liệu được xem là đạt chuẩn khi nó được tách khỏi cơ thể cá nhưng vẫn giữ nguyên phần nhãn cầu, bao quanh là một loại chất béo và chỉ vài cơ mắt được phép cắt đứt. Quá trình khai thác mắt cá ngừ công phu thì việc chế biến lại được giảm thiểu và chỉ cần đun sôi một chút nước sạch rồi đưa mắt cá ngừ vào trần qua là có thể thưởng thức. Khi chín, các cơ quanh mắt và phần mỡ được xem là hấp dẫn nhất. Dù rất bổ dưỡng nhưng mắt cá ngừ lại không phù hợp với những người có dạ dày yếu.
Ở Việt Nam, đôi mắt cá ngừ đại dương rất quý, người kém thị lực, hay có các bệnh về mắt, được chuyên nên ăn nhiều mắt cá ngừ đại dương kèm với gan cá ngừ để chữa khỏi các bệnh về mắt, mắt cá ngừ đại dương hầm thuốc bắc là một trong những đặc sản nổi tiếng tại các nhà hàng lớn. Mắt cá ngừ được chế biến thành món mắt cá ngừ (đèn pha, đèn biển) chưng cách thủy. Mắt cá thường to bằng nắm tay hoặc quả trứng gà, được lấy từ con cá ngừ, chế biến, ướp gia vị bảo quản. Khi chế biến, một con mắt cá được ướp cùng với nhiều gia vị như thuốc bắc, sả, ớt, tiêu... sau đó đặt vào một cái thố (om đất) rồi chưng cách thủy hơn nửa giờ, mắt cá đã chín, thấm gia vị thì có thể ăn được. Món này có vị béo ngậy của mắt cá và ngoài thành phần dinh dưỡng bổ cho cơ thể sẽ có một lượng vitamin.